# Lampanyctus simulator
Lampanyctus simulator är en fiskart som beskrevs av Wisner, 1971. Lampanyctus simulator ingår i släktet Lampanyctus och familjen prickfiskar. Inga underarter finns listade i Catalogue of Life.